# モアテン・トルスビー
- モルテン・トルスビー
- モーテン・トルスビー

モアテン・トルスビー（Morten Thorsby, 1996年5月5日 - ）は、ノルウェー・オスロ出身のサッカー選手。ノルウェー代表。ジェノアCFC所属。ポジションはミッドフィールダー。

## 来歴
2010年にFKリンのユースチームに入団し、2012年にスターベクIFに加入。2013年にプロ契約に結び、アデコリーガエン (2部リーグ) でプロデビュー。
2014年6月2日、エールディヴィジのSCヘーレンフェーンと5年契約を締結。2014-15シーズンから5シーズンにわたり主力選手として活躍し、リーグ戦100試合以上に出場した。
2019年1月11日、UCサンプドリアと4年契約を締結し、2019-20シーズンからの加入が決定。同年7月1日に正式にサンプドリアに加入した。
2020年3月、新型コロナウイルスの陽性反応が出た事がクラブから発表される。
2022年7月19日、1.FCウニオン・ベルリンに移籍することが発表された。

## 代表経歴
2012年から2018年にかけて、各ユース世代のノルウェー代表でプレーし、2017年11月12日の北マケドニア戦で、フル代表デビューを果たした。

## 人物・エピソード
- SCヘーレンフェーン時代の2017年9月、ホームのPSVアイントホーフェン戦で、2-0のリードで迎えた後半戦で、相手ペナルティエリア内でリフティングをしたことが、話題となった[5]。
- 環境保護活動に尽力しており、サンプドリア在籍中には気候政策の改善を支持するためにイタリアの自治体や国の指導者と会談している[6][7]。2021年8月には気候変動への意識を高める為に背番号を2番に変更している[8]。2番に変更した理由としては、危険なレベルの気候変動を回避するために、地球温暖化を産業革命前より2℃「十分に下回る」よう抑えるという国際的に採択されたパリ協定の目標を表している[8]。またトルスビーは、BBCグリーンスポーツアワード2022で年間最優秀若手アスリートに選ばれている[9]。

- 日常生活ではサステナブルなライフスタイルを実践しており、自動車ではなく自転車での移動を心がけている。自身も「自転車での移動は気持ちよく、環境にも良い」と語っている[10]。

- また、オフの時間には読書や気候関連のドキュメンタリー視聴、自然の中で過ごすことを好む。特にノルウェーの豊かな森林や山岳での活動を「心を整える時間」と表現している[11]。

- さらに、異文化を学ぶことやエコツーリズムに関心があり、旅を通して持続可能な取り組みを体験することも楽しんでいるという[12]。